# 기조연설

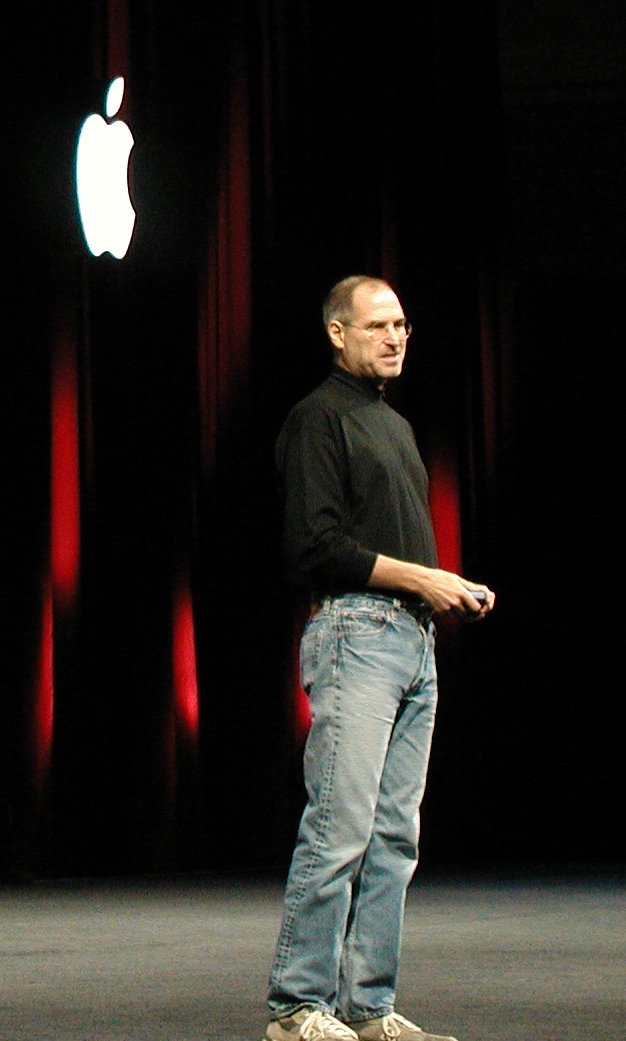
스티브 잡스는 스티브노트로 불리는 기조연설로 유명했다

연설에서의 기조연설(基調演說) 또는 키노트(keynote)는 주요 기본 주제를 설정하는 강연이다. 기업 또는 상업 환경에서 기조연설 또는 기조 강연의 전달에 더 큰 중요성이 부여된다. 기조연설은 다음 행사 프로그램 또는 컨벤션 의제의 틀을 설정하며, 기조연설자의 역할에는 컨벤션 사회자의 역할도 포함되는 경우가 많다. 또한 문학 이야기, 개별 음악 작품 또는 행사와 같은 더 큰 아이디어를 부각시킨다.
정치 또는 산업 컨벤션 및 박람회, 그리고 학술회의에서 기조강연은 행사의 기본 분위기를 설정하고 핵심 메시지 또는 가장 중요한 공개를 요약하기 위해 전달된다. 기조연설은 또한 단과대학, 대학 및 주요 중등학교의 졸업 및 졸업식에서, 주로 학생회가 초대한 저명한 학자나 유명인이 연설한다. 이러한 연설은 졸업식 연설이라고 한다.
기조연설자는 기업이나 협회가 후원하는 컨퍼런스 또는 대규모 회의와 같은 특정 행사에 대한 관심을 높이고 참석자를 끌어들이기 위해 선정된다. 특정 분야의 전문 지식으로 잘 알려져 있거나 다른 업적으로 인해 이름이 널리 알려진 기조연설자를 선택하는 것은 잠재적 참석자들의 회의나 컨퍼런스에 대한 열정을 높일 것이다. 점점 더 기조연설이라는 단어는 전체 회의 또는 "초대 강연"의 동의어로 사용되고 있으며, 일부 컨퍼런스에는 개회 기조연설, 폐회 기조연설, 그리고 다른 많은 기조연설이 있다.
기조연설자는 독립적으로 활동하거나 강연자 섭외 대행사의 대행을 받을 수 있다. 강연자가 전통적인 강연자 섭외 대행사의 대행을 받는 경우, 일반적으로 25%~30%의 수수료가 발생하지만, 이는 전통적으로 그리고 윤리적으로 고객이 아닌 강연자가 부담하여 수수료가 고객에게 평탄하고 투명하게 책정된다.
기조연설이라는 용어는 아카펠라, 예를 들어 두왑이나 바버샵 가수들이 노래하기 전에 음을 연주하는 관행에서 유래한다. 연주된 음은 노래가 연주될 조를 결정한다.

## 미국 내 기조연설
미국에서 가장 유명한 기조연설 중 일부는 민주당과 공화당 미국 대통령 선거 운동 기간 동안 당 전당대회에서 행해진 연설이다. 이러한 행사에서 기조연설자들은 전국적인 명성(또는 악명)을 얻었으며, 예를 들어 버락 오바마는 2004년 민주당 전당대회에서 그러했고, 때로는 선거의 방향에 영향을 미치기도 했다. 상업 분야에서는 스티브 잡스가 애플 제품, 시스템 및 서비스 출시 행사에서 영향력 있는 기조연설을 했으며, 전 대통령 후보 앨 고어는 다큐멘터리 영화 불편한 진실로 편집된 기조 강연을 했다.